# インゲボルガ・ムスチスラヴナ
インゲボルガ・ムスチスラヴナ（キエフのインゲボルガ、ノヴゴロドのインゲボー）（ロシア語: Ингеборга  Мстиславна （ロシア語: Ингеборга Киевская、デンマーク語: Ingeborg af Novgorod）、1100年頃 - 1137年以降）は、12世紀前半のルーシの公女である。キエフ大公ムスチスラフ1世とその一人目の妻・クリスティーナ（スウェーデン王インゲ1世の娘）の子。デンマーク王ヴァルデマー1世（Valdemar）等の母。

## 生涯
インゲボルガはおそらく父の宮廷で教育を受け、成長した。1116年ごろに南ユトランド（シュレースヴィヒ公国地域）のヤール（中世スカンジナビアの貴族、州の太守）であるクヌーズ・レーヴァート（Knud Lavard、エストリズセン朝のデンマーク王エーリク1世の子）と結婚した。文学的史料には、インゲボルガの父・ムスチスラフの宮廷におけるクヌーズの求婚の使者を賞賛する描写がある。結婚はインゲボルガの母方のおばにあたる、デンマーク王妃マルグレーテ（デンマーク王ニルス妃）によって取り持たれた。
結婚後、インゲボルガは夫とともに、デンマーク王位をめぐる闘争の渦中に置かれた。闘争の過程で、夫のクヌーズ・レーヴァートは1131年に殺害された。夫の死の数日後に、後にデンマーク王ヴァルデマー1世となる息子を産んだ。ヴァルデマーの名は、インゲボルガの曽祖父にあたるルーシの大公・ウラジーミル・モノマフにちなんで名づけられた。
1137年、インゲボルガは子供たちと共に、故郷への帰還を余儀なくされた。以降の消息については不明である。

## 子
夫はエストリズセン朝のクヌーズ・レーヴァート。子には以下の人物がいる。
- キアステン（Kirsten） - ノルウェー王マグヌス4世と結婚
- マルグレーテ（Margrethe） - スティー・ヴィーゼ（Stig Hvide）(da)と結婚
- カトリーネ（Katrine） - メクレンブルク家のプリスラフ（ドイツ語: Prislav）(de)と結婚
- ヴァルデマー（Valdemar） - デンマーク王（在位：1157年 - 1182年）